# Catagramma daguana
Catagramma daguana är en fjärilsart som beskrevs av Rudolf Bargmann 1928. Catagramma daguana ingår i släktet Catagramma och familjen praktfjärilar. Inga underarter finns listade i Catalogue of Life.